# Tabata
Tabata (田端?) è un quartiere di Tokyo situato a nord di Shinjuku, collegato con il resto della città tramite la linea Yamanote e la linea Chiyoda.
Non ha molti grattacieli e questo ne fa di un quartiere molto tranquillo costituito da casette famigliari a 2 o 3 piani.
Ci sono principalmente scuole medie inferiori. Non ci sono grandi parchi ma poco distante, nella zona di Komagome (sulla linea Namboku), c'è una grande area ricreativa verde, nota come Parco Rikugi.
I viali principali collegano le varie zone del quartiere alle stazioni della metro o della JR.
Il quartiere non è direttamente attraversato da corsi d'acqua ma oltre alla linea Arakawa (a nord di Tabata) scorre un importante fiume.